# Cârjiți (gmina)
Cârjiți – gmina w Rumunii, w okręgu Hunedoara. Obejmuje miejscowości Almașu Sec, Cârjiți, Chergheș, Cozia i Popești. W 2011 roku liczyła 681 mieszkańców.